# Žemaitkiemis
Žemaitkiemis är en ort i Litauen. Den ligger i den centrala delen av landet, 70 km norr om huvudstaden Vilnius. Žemaitkiemis ligger 117 meter över havet och antalet invånare är 313.
Terrängen runt Žemaitkiemis är platt, och sluttar västerut. Runt Žemaitkiemis är det ganska glesbefolkat, med 35 invånare per kvadratkilometer. Närmaste större samhälle är Ukmergė, 14,8 km väster om Žemaitkiemis. Trakten runt Žemaitkiemis består till största delen av jordbruksmark.